# Füzes-árok
A Füzes-árok az Alpokalja területén, Egyházasrádóc településtől északra ered, Vas vármegyében. A patak forrásától kezdve előbb keletnek, majd déli-délnyugati irányban halad tovább. Nemesrempehollósnál találkozik a Csikorgó elnevezésű vízelvezető csatornával. Végül Egyházashollósnál éri el, déli irányban folyva az Mukucs-patakot.

## Part menti települések
- Egyházasrádóc
- Nemesrempehollós
- Egyházashollós